# Université d'État de Louisiane à Shreveport
L'université d'État de Louisiane à Shreveport (en anglais : Louisiana State University in Shreveport, LSU Shreveport ou LSUS) est une université américaine située à Shreveport en Louisiane.

## Galerie

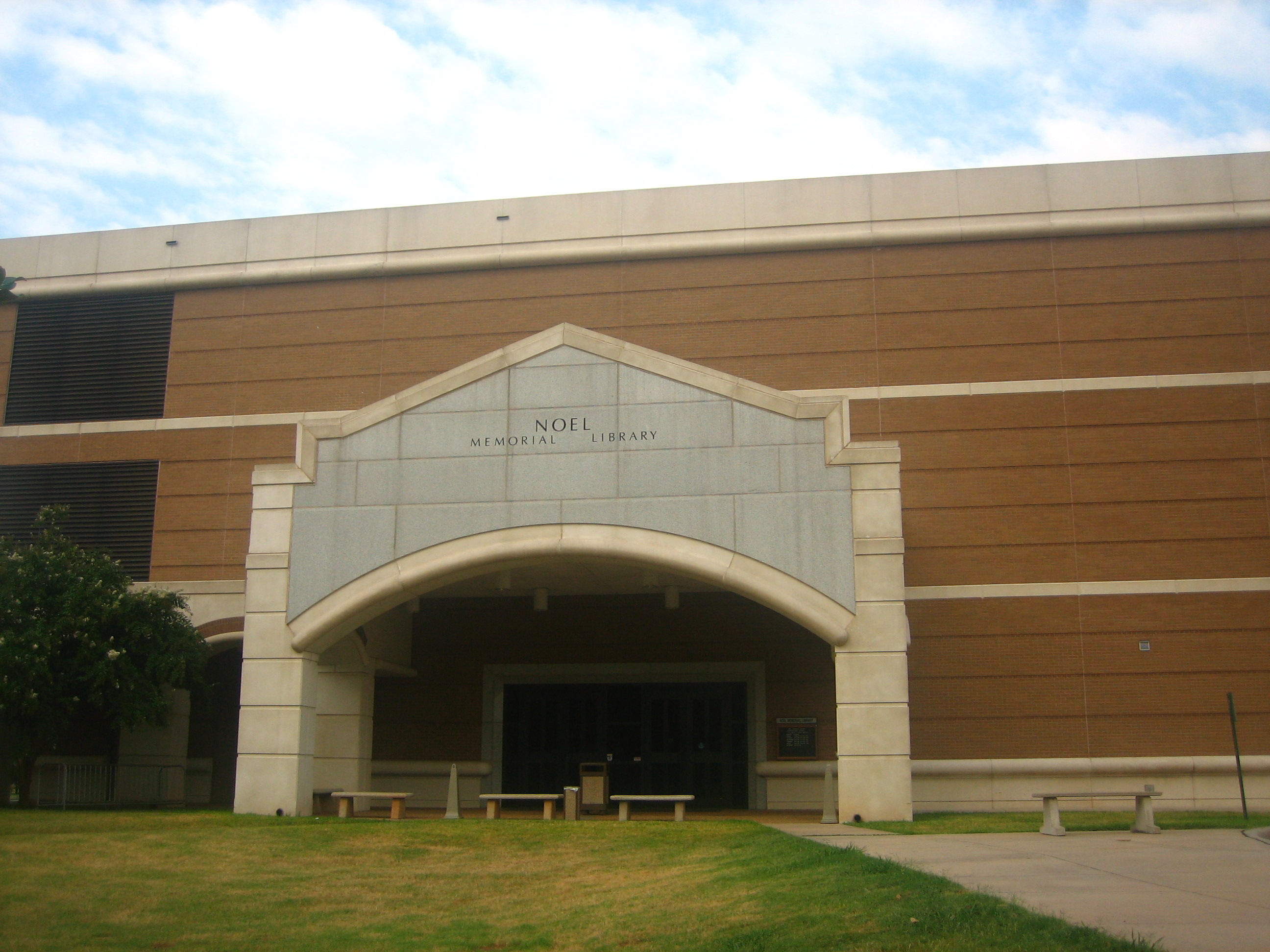
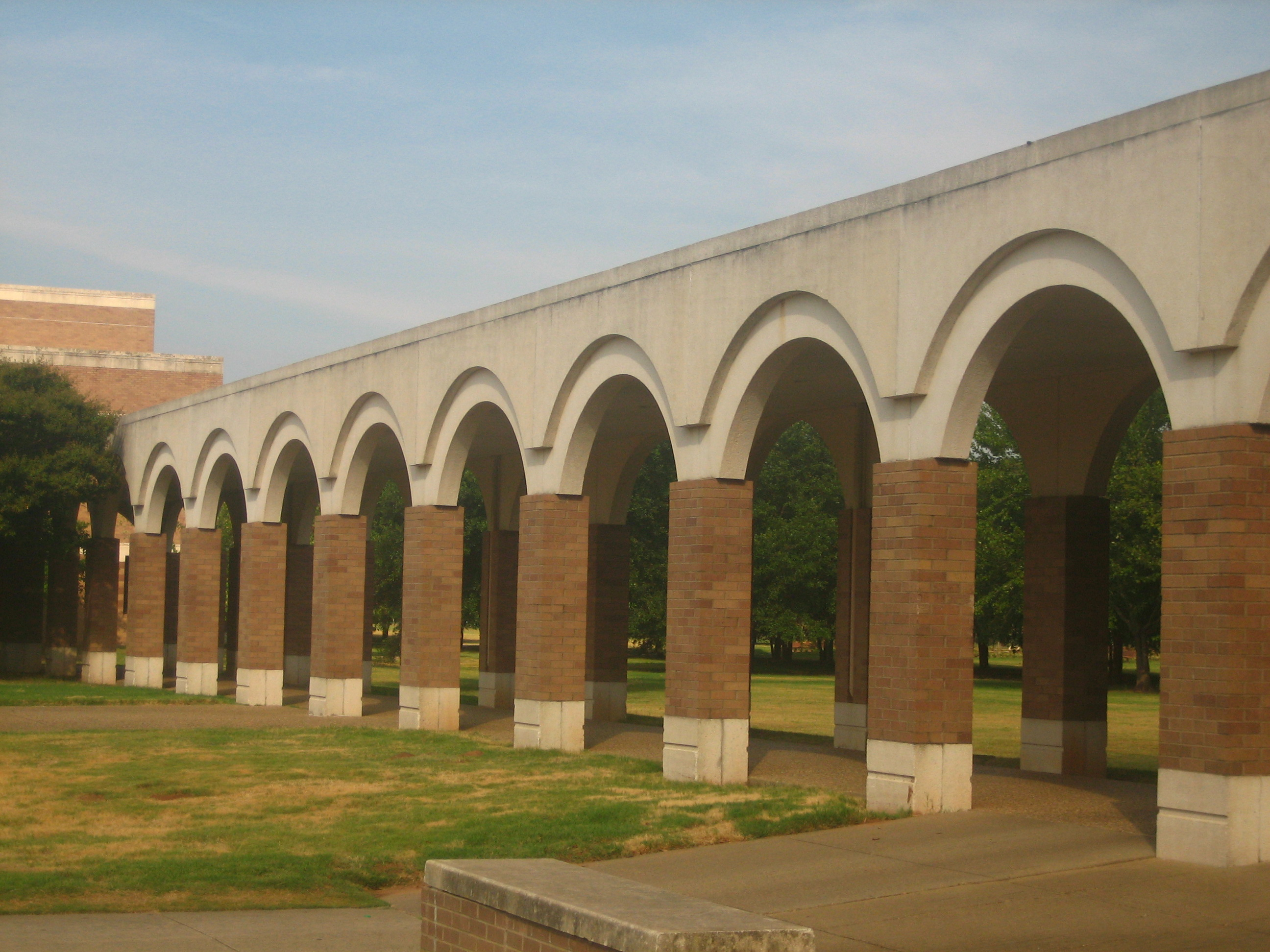
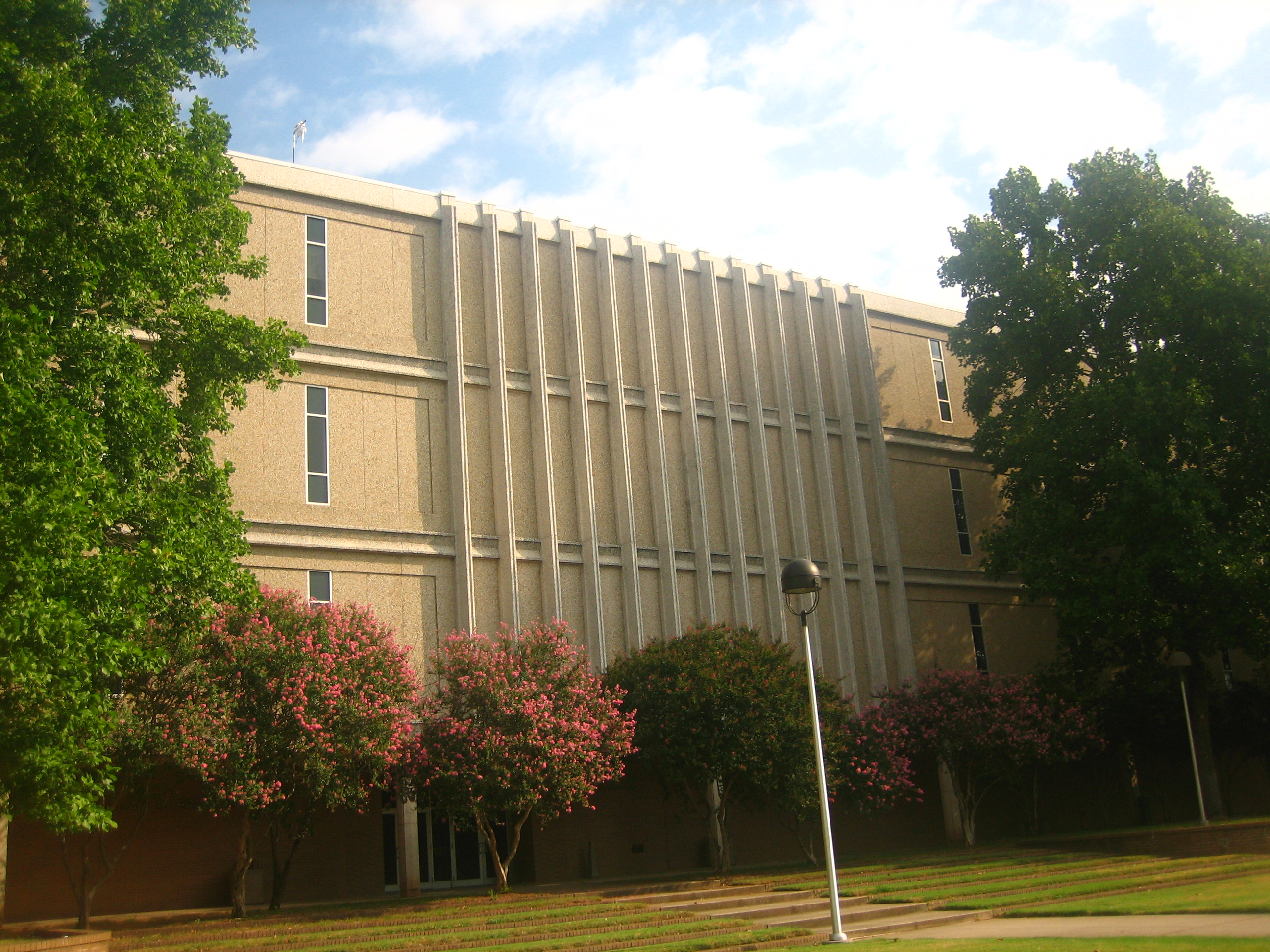

## Source
- (en) Cet article est partiellement ou en totalité issu de l’article de Wikipédia en anglais intitulé « Louisiana State University in Shreveport » (voir la liste des auteurs).